# La donna più assassinata del mondo
La donna più assassinata del mondo (La femme la plus assassinée du monde) è un film del 2018 diretto da Franck Ribière.

## Trama
Parigi, 1932. Il teatro Grand Guignol è in ascesa ma anche nell'occhio del ciclone da parte di diversi cittadini che vorrebbero farlo chiudere (con l'accusa d'indecenza). Le attrazioni proposte sul palcoscenico sono a tema horror e molto violente, e la recente serie di brutali uccisioni di giovani donne della zona, perlopiù prostitute, sembra esservi potenzialmente collegata al teatro.
Proprio per questo, un giovane giornalista locale viene inviato dal suo direttore a osservare sul campo lo spettacolo, sold-out ogni sera: la star più apprezzata e osannata dello show è Paula Maxa, la quale ama ella stessa definirsi in prima persona "La donna più assassinata del mondo".
La carismatica attrice, che ha un forte e drammatico trauma nel suo passato, vorrebbe smettere prima o poi di recitare quello scomodo ruolo (vittima, giorno dopo giorno, di finte torture ed esecuzioni a sollazzo del pubblico); ciò anche per via di alcune lettere minatorie di un misterioso ammiratore che palesa la volontà di ucciderla nella realtà.

## Produzione

### Soggetto
Paula Maxa fu una donna realmente esistita che fin dagli anni '20 divenne una vera e propria celebrità del palcoscenico, morendo per finzione oltre 10.000 volte grazie all'ausilio del fido collaboratore Georges, i cui trucchi ed effetti di make-up erano talmente realistici da essere considerati rivoluzionari per l'epoca, capaci di suscitare sentimenti di vero disgusto e terrore nelle platee.

## Accoglienza

### Critica
Sull'aggregatore di recensioni Rotten Tomatos il film ha ricevuto una media dell'83% di recensioni positive con un voto medio di 6.8/10. La donna più assassinata del mondo ha ottenuto un voto di 5.4/10 su Internet Movie Database e di 2/10 su filmtv.it.

## Riconoscimenti
- Neuchâtel International Fantastic Film Festival 2018 
  - Silver Méliès Award
    - Candidatura - miglior lungometraggio europeo fantastico (Franck Ribière)